# Soudan, Deux-Sèvres

Soudan este o comună în departamentul Deux-Sèvres, Franța. În 2009 avea o populație de 441 de locuitori.